# Kalvtjärnen (Bygdeå socken, Västerbotten)
Kalvtjärnen är en sjö i Robertsfors kommun i Västerbotten och ingår i Dalkarlsåns huvudavrinningsområde.